# Obon (festival)

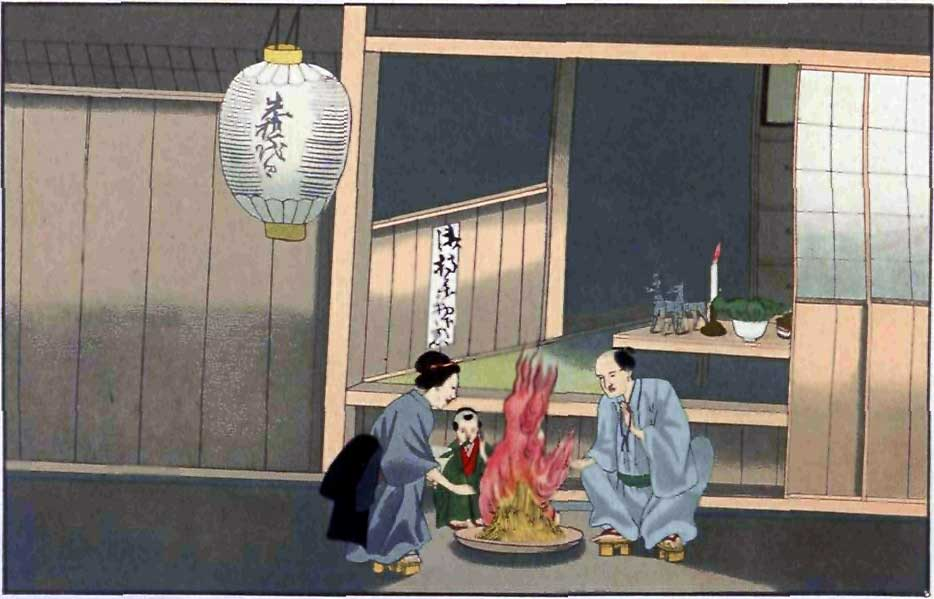
Obonviering aan het einde van de Edoperiode.

Obon of Bon (Japans: お盆 of 盆), is een jaarlijks driedaags festival, gehouden vanaf de avond van 13 tot en met 16 augustus in Japan en in landen met een grote Japanse diaspora. Van origine is het een boeddhistisch festival voor het herdenken van de voorouders. Men gelooft dat de geesten van de voorouders tijdelijk terugkeren naar de menselijke wereld om hun familie te bezoeken tijdens Obon. In de Kantoregio, in de metropool Tokio en de prefectuur Kanagawa wordt het festival gevierd van 13 tot en met 16 juli. In heel Japan worden festiviteiten georganiseerd, de gebruiken verschillen echter sterk per regio. Obon wordt beschouwd als de belangrijkste vakantie in Japan naast Nieuwjaar en de Gouden Week.

## Etymologie
Obon is de romaji-transliteratie van de hiragana en kanji karakters: お盆. De hiragana お [o] is afgeleid van de kanji 御 [o], in de kun-lezing, dat functioneert als een prefix om eerbaarheid aan de volgende kanji te geven. Strikt genomen kan de kanji 御 worden gebruikt, alleen is dit niet gebruikelijk in het moderne Japans. De kanji die volgt is het zelfstandig naamwoord 盆 [bon] "dienblad" of "platte pot" in de on-lezing; dit karakter wordt ook gebruikt in de samenstelling: 盆栽 (bonsai). Het karakter is een verwijzing naar de borden die worden gebruikt om voedsel te offeren op het huisaltaar aan de geesten van de voorouders. Het karakter is onttrokken aan de term 盂蘭盆 [urabon], dat weer is afgeleid van een zinsbeschrijving in het Sanskriet उल्लम्बन [ullambana], dat zoiets zou betekenen als: "ondersteboven hangen"; dit komt voort uit het geloof dat zielen in de hel werden gemarteld terwijl zij waren opgehangen aan hun voeten. Echter die laatste verklaring is onzeker en kan niet met zekerheid worden bevestigd, diverse etymologen hebben deze theorie dan ook verklaart tot volksetymologie. Gezamenlijk vormen お en 盆 het samengesteld zelfstandig naamwoord: お盆 [obon] dat letterlijk kan worden vertaald als: offerbord.

## Origine
De origine van Obon ligt in het Boeddhisme. Mokuren, een leerling van Boeddha, die verlichting had bereikt, gebruikte zijn verkregen krachten om zijn moeders geest op te zoeken in het hiernamaals. Hij zag dat zij leed in de hel. Verontrust raadpleegde hij Boeddha, deze adviseerde hem om voedsel te offeren en voor haar ziel te bidden. Mokuren offerde voedsel en vroeg de boeddhistische gemeenschap voor zijn moeder te bidden. Door het voedseloffer en de gebeden kon zijn moeder de hel ontvluchten, zij leed niet meer. Die wetenschap deed Mokuren dansen uit blijdschap. Deze overlevering kwam begin 17e eeuw terecht in Japan. In 1606, ten tijde van de Edoperiode, vierde de Japanse keizer voor de eerste maal Obon, dit gebeurde op de 15e dag van de 7e maand van de maankalender. Later toen de zonnekalender werd ingevoerd werd het feest op hetzelfde moment van het jaar gevierd maar dan overeenkomstig de zonnekalender, van 13 tot en met 16 augustus. Dit heeft er vooral mee te maken dat dan de oogsten zijn binnengehaald en het regenseizoen is afgelopen.

## Familiebijeenkomsten
Het festival heeft in de afgelopen eeuwen een seculierder karakter gekregen, veel Japanners ervaren Obon vooral als een festival vol met gezelligheid en tradities. Voor weinigen is Obon een puur religieus festival. Het is gebruikelijk voor Japanners om Obon gezamenlijk te vieren, mensen reizen voor Obon door heel Japan om familie op te zoeken en oude vrienden weer te zien.

## Vaste onderdelen van Obon
Obon begint op de avond van 13 augustus, kleine vreugdevuren 迎え火 (mukaebi) worden ontstoken om de geesten van de voorouders te verwelkomen; dit heet 迎え盆 (mukaebon). Deze vuren worden geplaatst voor een woonhuis of bij een graf. Vanwege brandgevaar mogen op veel plaatsen geen vreugdevuren meer worden geplaatst, daarom worden vaak tijdelijke sfeervolle lantaarns geplaatst of lampionnen opgehangen. Graven van voorouders worden bezocht en schoongemaakt. Voedsel, bloemen, water, etc. worden geofferd op thuisaltaars 精霊棚 (shōryō-dana); kaarsen en wierrook worden gebrand. Op de avond van 15 augustus worden obondansen 盆踊り (bon odori) opgevoerd door mensen uit heel de gemeenschap, soms gekleed in yukata, om het welbevinden van de voorouders te vieren. Op sommige festivals worden kleine torens of podia opgebouwd waarop drummers de taiko bespelen ter begeleiding van de obondansers. Aan het einde van Obon, worden de vreugdevuren ontstoken, dit heet 送り火 (okuribi). Tijdens okuribi worden er tevens drijvende waterlampionnen 灯籠流し (tōrō nagashi) geplaatst op het wateroppervlak van rivieren, meren en soms ook op zee om zo de geesten van de voorouders terug te begeleiden naar de hemel. Tōrō nagashi, het op het wateroppervlak laten wegdrijven van lampionnen, wordt vaak als een festival op zichzelf beschouwd.

## Gozan okuribi in Kyoto
In Kyoto wordt Obon eveneens afgesloten met afscheidsvuren om de geesten van de voorouders terug naar de hemel te begeleiden. Dit is een gebruik dat is ontstaan in de 14e eeuw. Elk jaar op 16 augustus worden op de heuvelflanken, rondom de stad, vijf grote vreugdevuren, één voor één ontstoken, door geestelijken verbonden aan tempels. Deze vreugdevuren heten gezamenlijk gozan okuribi, het is praktisch een evenement op zichzelf en wordt lokaal vaak 大文字 (daimonji) genoemd. De vijf vreugdevuren vormen elk een grote kanji of een figuur, vaak van honderden meters in doorsnee zodat de figuren te zien zijn vanuit een groot deel van de stad. Het eerste figuur wordt altijd ontstoken om 20:00. Te weten: de kanji 大 [dai]. Daarna worden de karakters: 妙 [myo] en 法 [ho] ontstoken. Daarna een boot, en vervolgens een torii (tempelpoort).

### Galerij Gozan okuribi in Kyoto

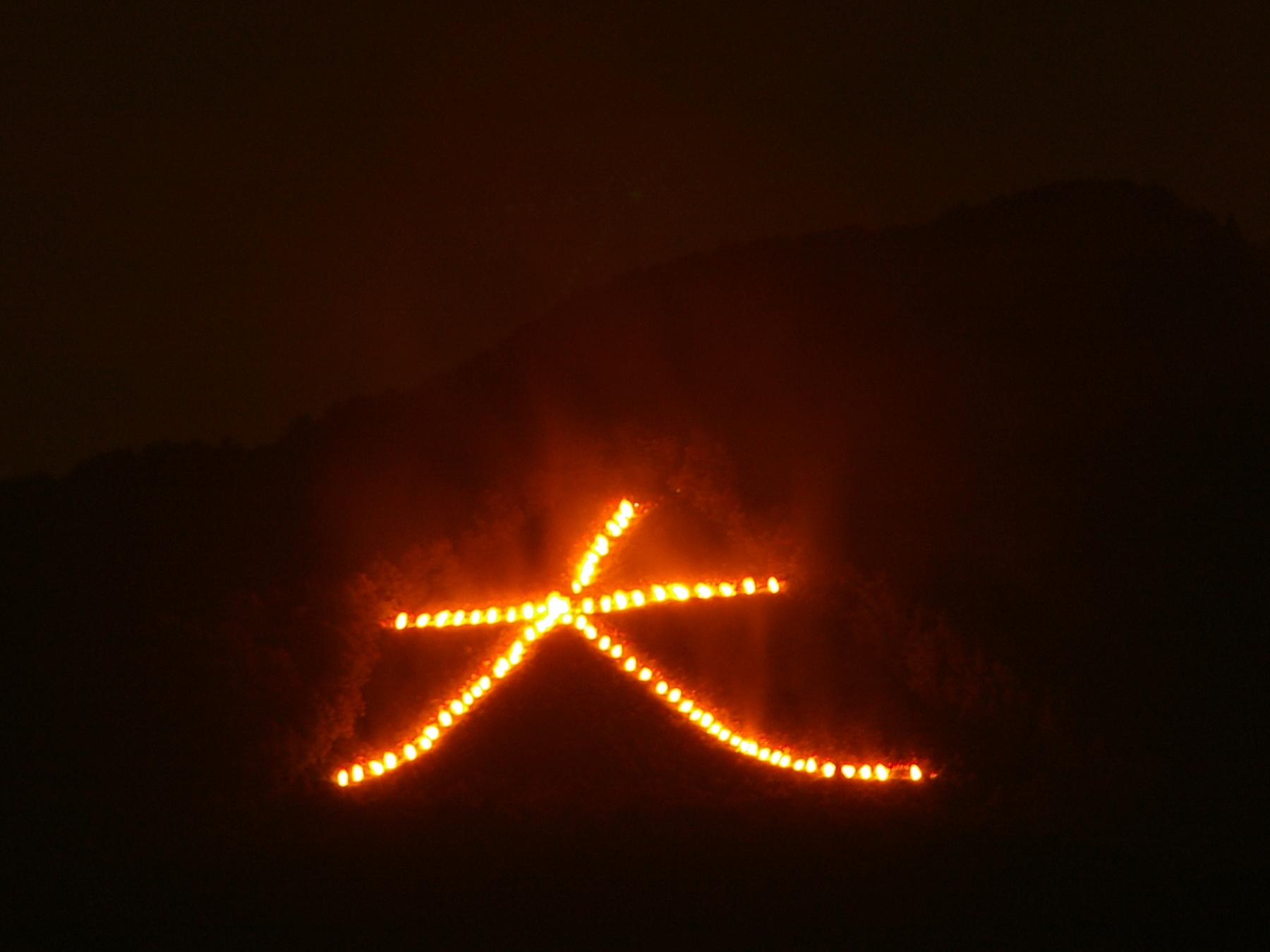
大 [dai]
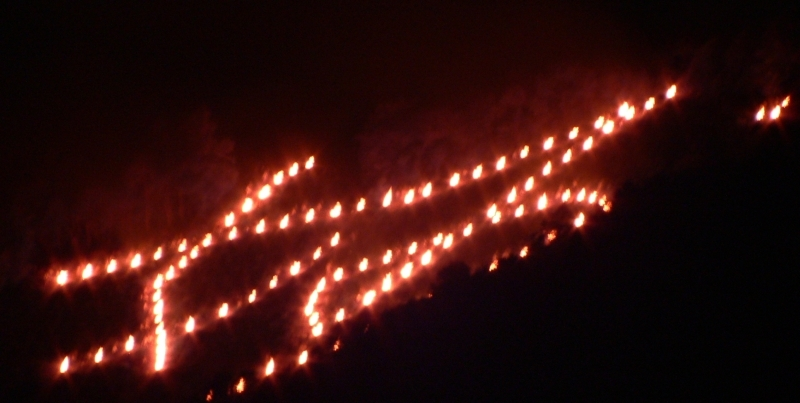
妙 [myo]
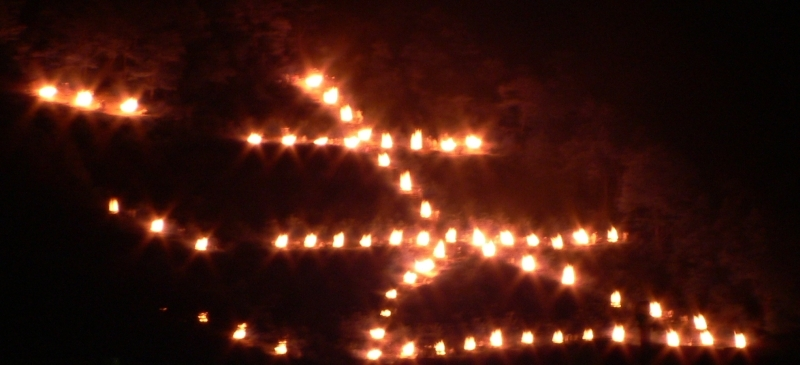
法 [ho]
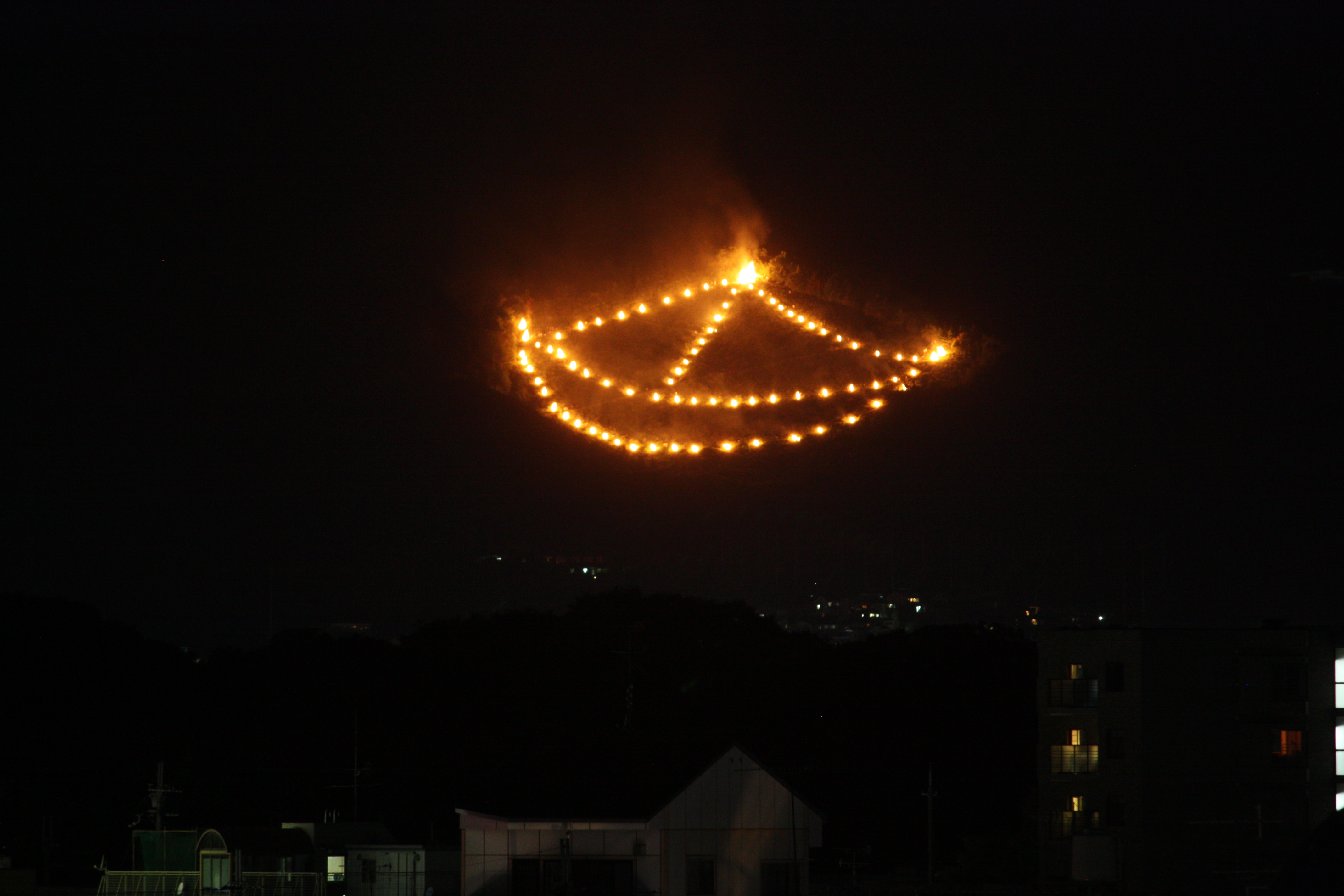
Boot
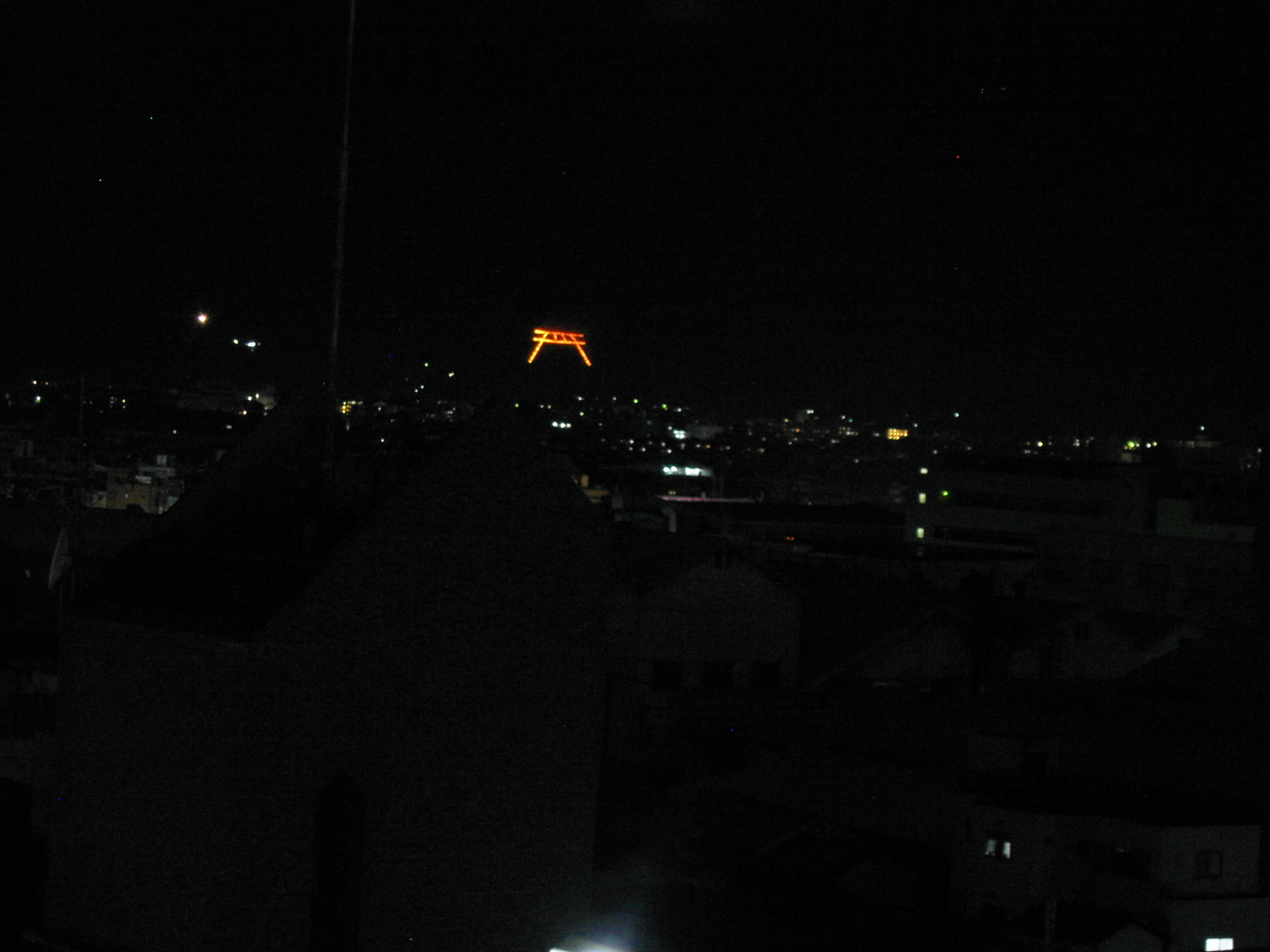
Torii

## Terminologie
Een overzicht van alle Obongerelateerde termen in dit artikel. De termen, getranslitereerd volgens het Hepburnsysteem, met de schrijfwijze in kanji en kana.
| Term          | Japans     | Beschrijving                                                                     |
| ------------- | ---------- | -------------------------------------------------------------------------------- |
| Obon          | お盆       | Festival ter ere van de voorouders                                               |
| Mukaebi       | 迎え火     | Vreugdevuur om de geesten van de voorouders te leiden                            |
| Mukaebon      | 迎え盆     | Het moment waarop de vreugdevuren worden aangestoken                             |
| Shōryō-dana   | 精霊棚     | Offeraltaar                                                                      |
| Shōryōma      | 精霊馬     | De symbolische representatie van het paard en de koe waarmee de vooruders reizen |
| Bon odori     | 盆踊り     | Obondans                                                                         |
| Okuribi       | 送り火     | Afscheidsvuur en het te water laten van drijvende lantaarns                      |
| Tōrō nagashi  | 灯籠流     | Op het water drijvende lampionnen (waterlampion)                                 |
| Gozan okuribi | 五山送り火 | Afscheidsvuren op de vijf bergflanken in Kyoto                                   |
| Daimonji      | 大文字     | Alternatieve naam voor gozan okuribi                                             |

## Trivia

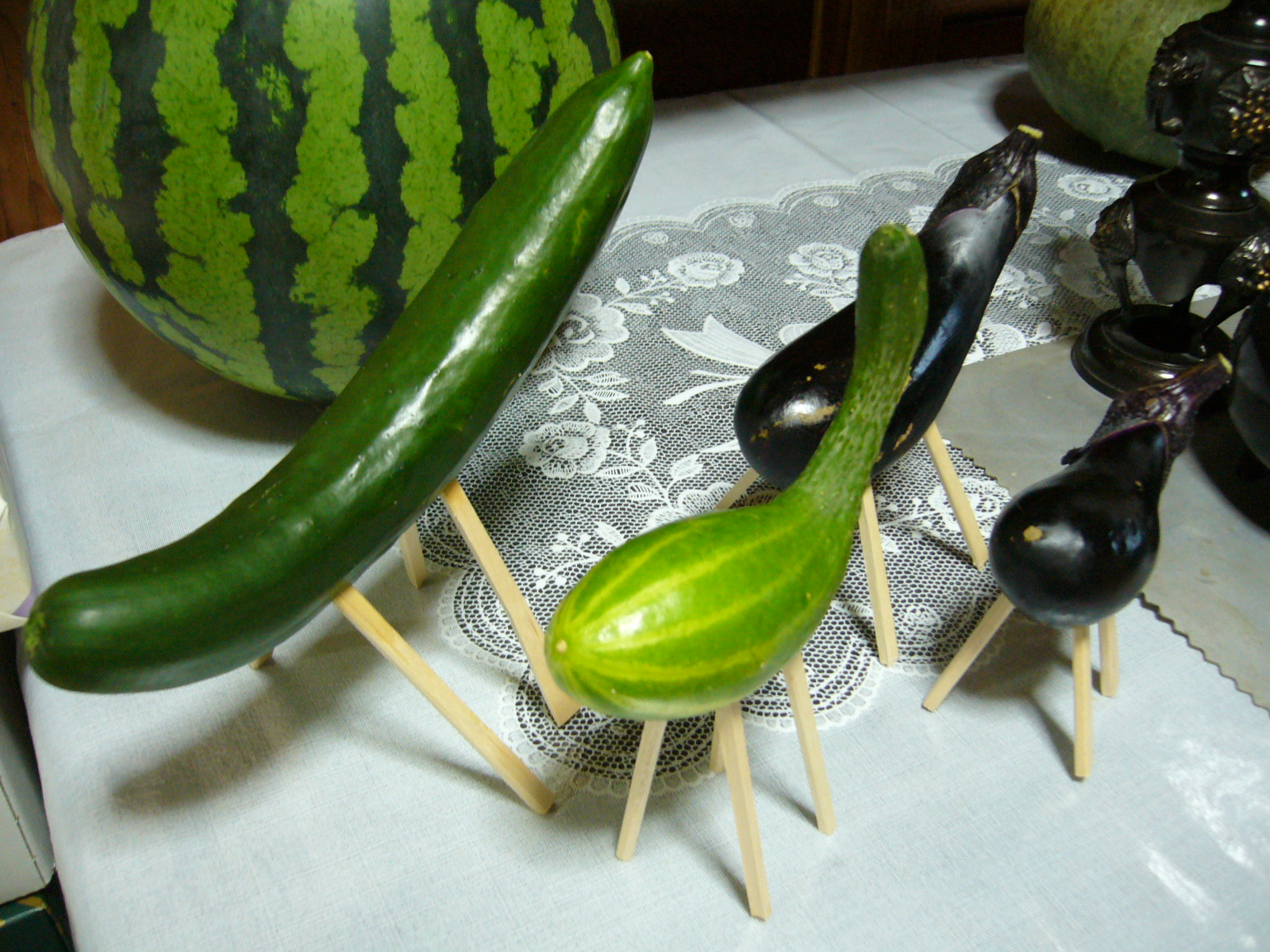
Shōryōma. De komkommer is het paard en de auberine is de koe.

- Volgens de overlevering komen de geesten te paard en vertrekken ze later gezeten op een koe.
- Op het thuisaltaar worden op de tweede dag, 14 augustus, shōryōma geplaatst, dit zijn twee figuren vervaardigd met een komkommer en een aubergine, die het paard en de koe symboliseren waarmee de geesten van de voorouders reizen tussen het hiernamaals en de wereld van de levende mensen. In de komkommer en in de aubergine zijn stokjes gestoken die de poten voorstellen, deze zijn vervaardigd uit weggooieetstokjes. De komkommer en de Aubergine, symboliseren respectievelijk: het paard en de koe. De gedachte hierachter is dat de geesten te paard snel naar hun familie kunnen reizen en met de koe langzaam terugkeren naar de hemel. De keuze voor deze groenten is dat deze in de zomer volop voorradig zijn.
- In de film The Karate Kid Part II is een scene waarin Daniel en meester Miyagi deelnemen aan de Obonviering. In de scene wordt een viering van Obon getoond. Dit is kort voordat de gevallen antagonist Chozen, Daniel tot een gevecht dwingt, om zijn eer te herwinnen. De scene is opgenomen op Hawaï.
- Het Gozan okuribi festival in Kyoto dat Obon afsluit is ouder dan het Obonfestival zelf.

## Galerij

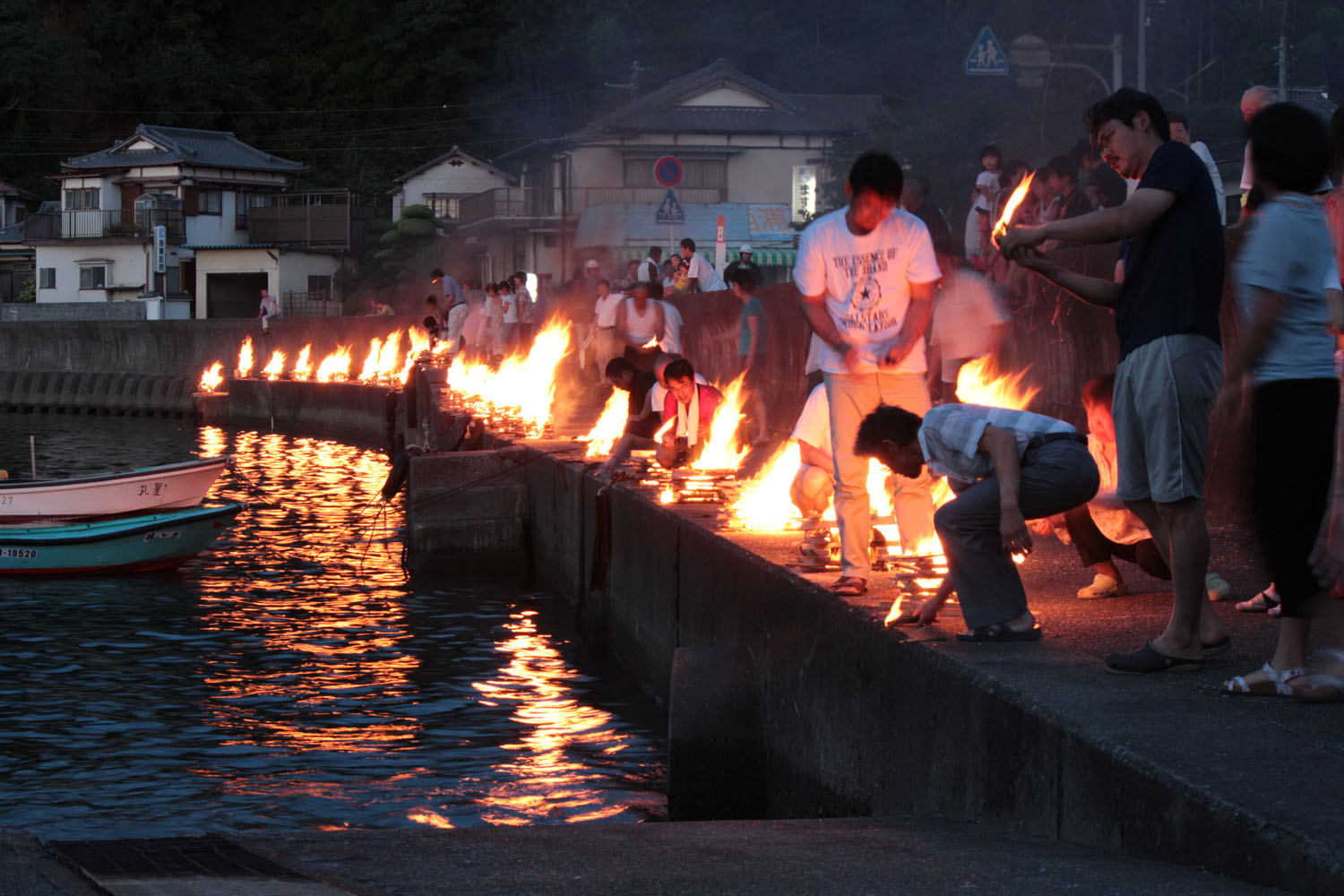
Mukaebi
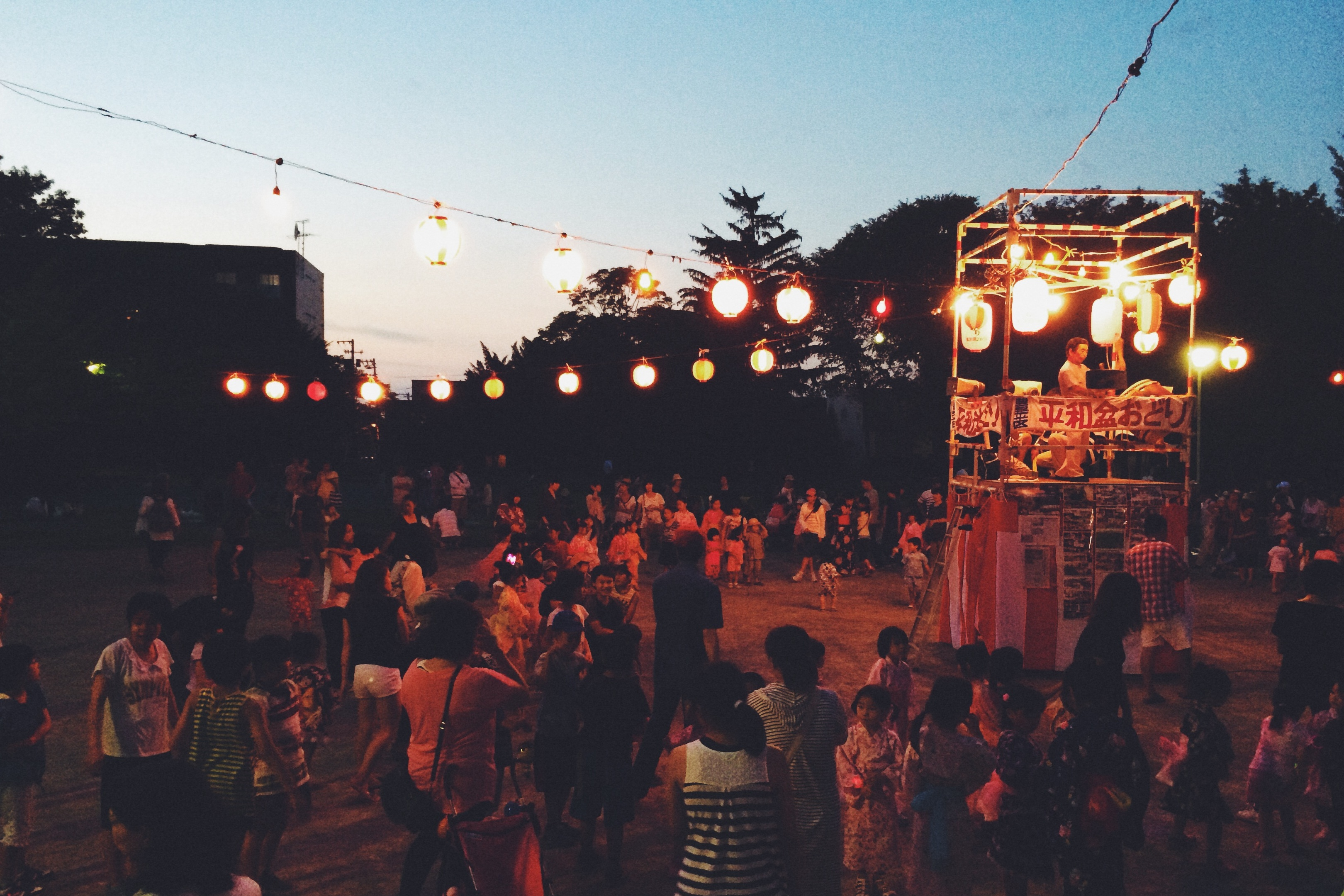
Bon odori
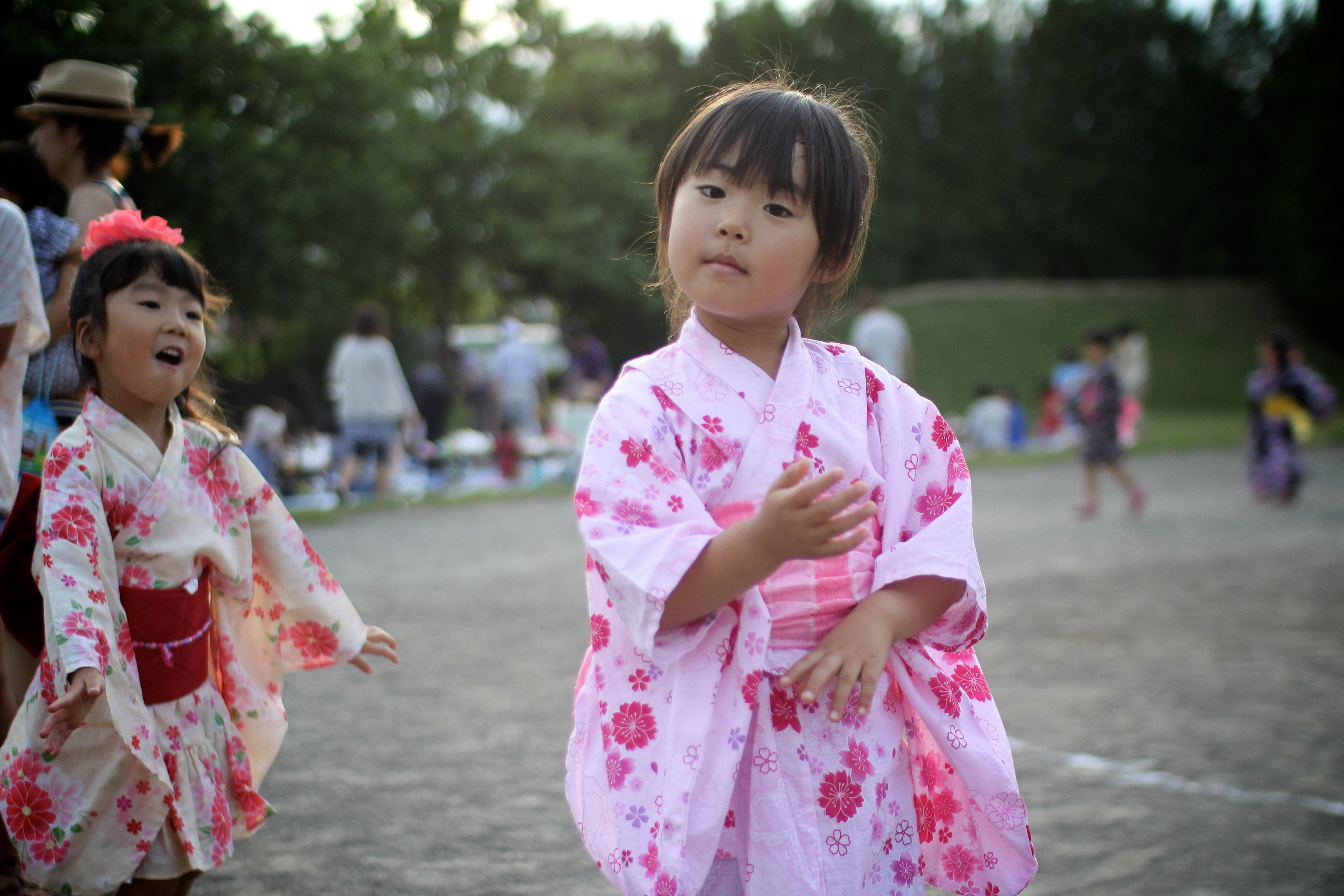
Bon odori te Sakurako
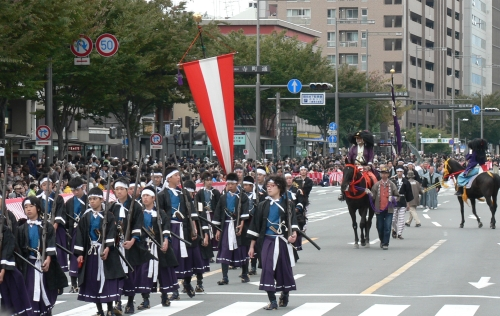
Bon odori te Kyoto
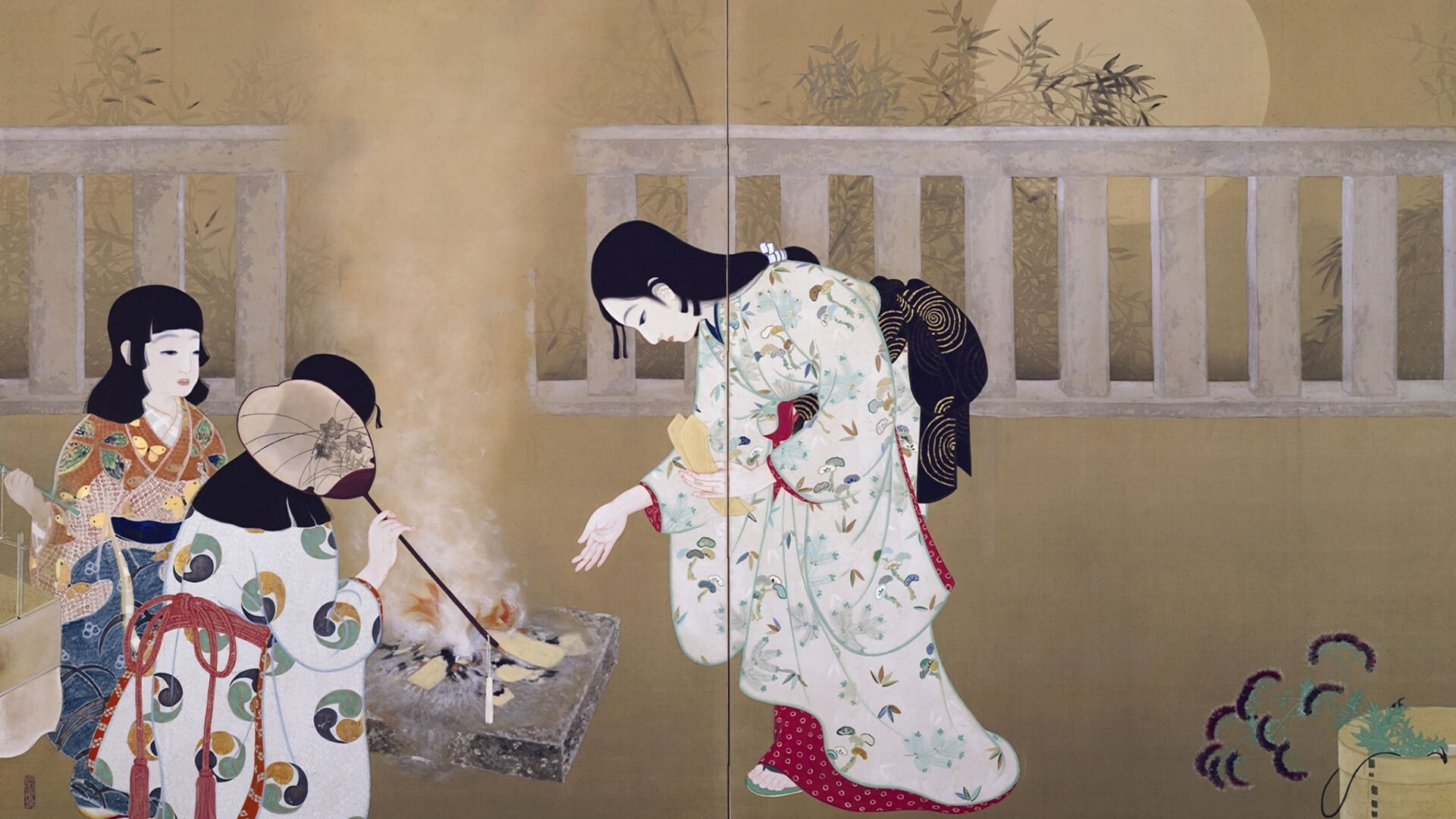
Okuribi
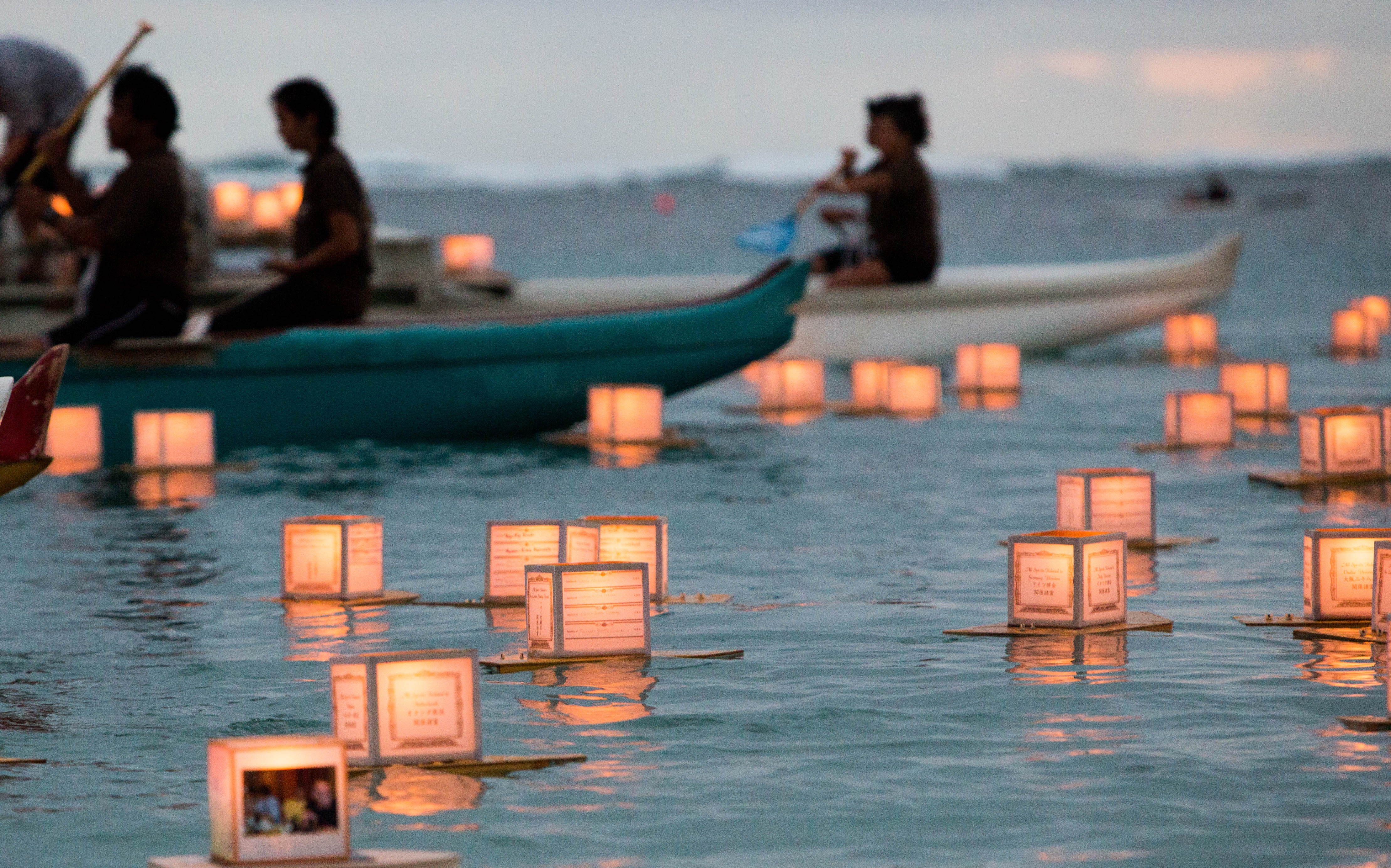
Tōrō nagashi in Hawaï
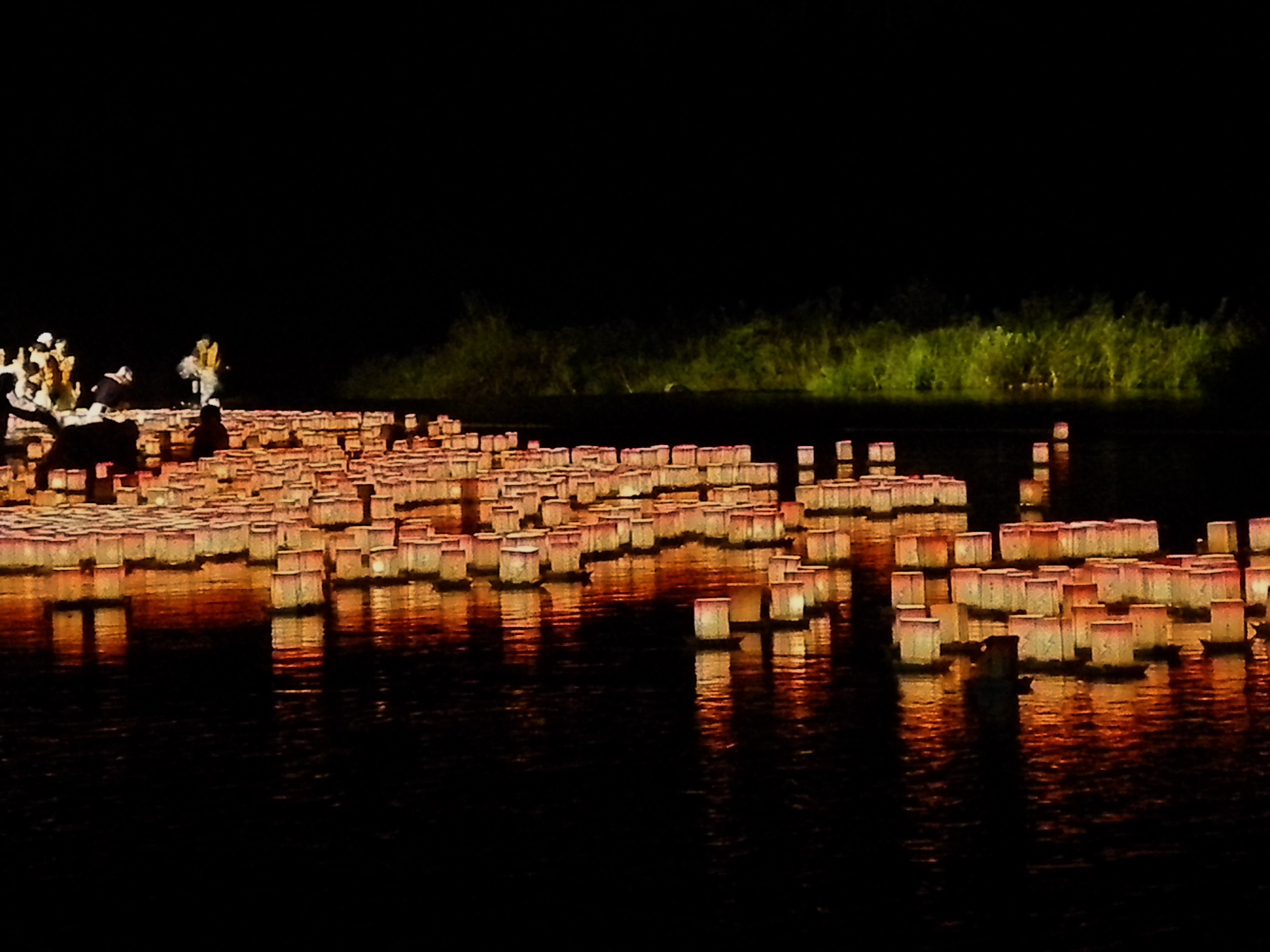
Drijvende waterlampionnen van de Eiheiji-tempel